# Magno Nazaret
Magno Prado Nazaret (Dourados, 17 januari 1986) is een Braziliaans wielrenner die tot 2017 reed voor Soul Brasil Pro Cycling Team.
Nazaret testte positief op het verboden middel sibutramine tijdens de Ronde van Brazilië in 2007. Hij werd door de UCI geschorst tot 27 december van datzelfde jaar en zijn eindoverwinning in die wedstrijd werd geschrapt.

## Belangrijkste overwinningen
2006
 Pan-Amerikaans kampioen tijdrijden, Beloften
3e etappe Ronde van Porto Alegre
8e etappe Ronde van Brazilië
5e etappe Ronde van Paraná
2007
8e etappe Ronde van Chili
5e etappe Ronde van Brazilië
Eindklassement Ronde van Brazilië
2008
3e etappe Ronde van Brazilië
2010
5e etappe deel B Rutas de América
4e etappe deel A Ronde van Brazilië
2011
 Braziliaans kampioen tijdrijden, Elite
4e etappe Ronde van Rio de Janeiro
2012
 Pan-Amerikaans kampioen tijdrijden, Elite
8e etappe Ronde van Uruguay
Eindklassement Ronde van Uruguay
3e etappe Ronde van Brazilië
Eindklassement Ronde van Brazilië
2014
3e en 4e etappe Ronde van Brazilië
Eindklassement Ronde van Brazilië
2015
 Braziliaans kampioen tijdrijden, Elite
2017
3e etappe deel B (ploegentijdrit) en 6e etappe Ronde van Uruguay
 Eindklassement Ronde van Uruguay
 Braziliaans kampioen tijdrijden, Elite
2018
8e etappe deel A Ronde van Uruguay
 Eindklassement Ronde van Uruguay
2019
 Pan-Amerikaanse Spelen,Individuele tijdrit

## Resultaten in voornaamste wedstrijden
|      | \| Jaar \| \| WK op de weg \| \| ---- \| \| ------------ \| \| 2009 \| \| opgave \| |              |
| Jaar |                                                                                     | WK op de weg |
| 2009 |                                                                                     | opgave       |

## Ploegen
- 2007 –  Scott-Marcondes Cesar-Fadenp São José dos Campos
- 2008 –  Scott-Marcondes Cesar-São José dos Campos
- 2010 –  Scott-Marcondes Cesar-São José dos Campos (tot 20-8)
- 2010 –  Funvic-Pindamonhangaba (vanaf 10-10)
- 2011 –  Funvic-Pindamonhangaba
- 2012 –  Funvic-Pindamonhangaba
- 2013 –  Funvic Brasilinvest-São José dos Campos
- 2014 –  Funvic Brasilinvest-São José dos Campos
- 2015 –  Funvic-São José dos Campos
- 2016 –  Funvic Soul Cycles-Carrefour
- 2017 –  Soul Brasil Pro Cycling Team

Diniz · Gohr · Junior · Manarelli · May · Médici · M.Morandi · F.Morandi · Nazaret · Nicácio · Rogelin · N.Santos · C.Santos · R.Silva · V.Silva · Tavares
Diniz · Giacinti · Grizante · Junior · Médici · M.Morandi · F.Morandi · Nazaret · Nicácio · Rogelin · N.Santos · Seabra · Sidoti · R.Silva · Simón
Camargo · Chamorro · Dias · Giacinti · Gohr · Justo · Médici · F.Morandi · M.Morandi · Nazaret · Pagliarini · Rogelin · Ruiz · Santos · Sartasov · Tavares
Aguilar · Arriagada · Cardoso · Fiorilli · Moser · Nardin · Nazaret · Nicácio · Pinheiro · Ramos · Rodrigues · Sidoti · Simón · Soeiro
Aguilar · Arruda · Arseno · Cardoso · Crespo · Fiorilli · Frade · Justo · Médici · Moi · Nascimento · Nazaret · Pinheiro · Santos · Sidoti · Silva
Aguilar · Arseno · Braga · Bulgarelli · Cardoso · Costa · dos Santos · Fiorilli · Junqueira · Moi · Nascimento · Nazaret · Nicácio · Panizo · Pinheiro · Santos · Sidoti · Silva
Braga · Bulgarelli · Cabrera · Cardoso · Chamorro · Costa · Diniz · Fiorilli · Garnero · Junqueira · Manarelli · Nazaret · Nicácio · Panizo · Pereira · Pinheiro · A.Santos · D.Santos · Sidoti
Almeida · Braga · Bulgarelli · Cardoso · Chamorro · Diniz · Fialho · Garnero  · Manarelli · Nazaret · Nicácio · L.Pereira · Pinheiro · Ramos · Ribeiro · Rincón · Sánchez · A.Santos · D.Santos · Tamayo
Affonso · Almeida · Braga · Bulgarelli · Cardoso · Chamorro · Díaz · Diniz · Garnero · Gaspar · Manarelli · Nazaret · Pereira · Pinheiro · Ramos · A.Santos · D.Santos
Affonso · Almeida · Bulgarelli · Cardoso · Chamorro · Diniz · Gaspar · Mahler · Manarelli · Nazaret · Nicácio · Piedra · Pinheiro · Quirino · Ramos · Urtasun · Machado (stagiair) · Mendonça (stagiair) · Rincón (stagiair)
Affonso · Almeida · Cardoso · Chaman · Chamorro · Godoy · Gohr · Machado · Morais · Nazaret · Nicácio · Pinheiro · Pires · Ranghetti · D. Silva · L. Silva · Simón